# Lepidostoma griseum
Lepidostoma griseum är en nattsländeart som först beskrevs av Banks 1911.  Lepidostoma griseum ingår i släktet Lepidostoma och familjen kantrörsnattsländor. Inga underarter finns listade i Catalogue of Life.